# Chrostowo (województwo podlaskie)
Chrostowo – wieś w Polsce położona w województwie podlaskim, w powiecie łomżyńskim, w gminie Jedwabne.
Wierni kościoła rzymskokatolickiego należą do parafii św. Jakuba Apostoła w Jedwabnem.

## Historia
Prywatna wieś szlachecka położona była w drugiej połowie XVI wieku w powiecie radziłowskim ziemi wiskiej województwa mazowieckiego. Chrostowo było niegdyś wsią szlachecką. W XIX w. leżało w gminie Kubra, w powiecie kolneńskim guberni łomżyńskiej.
W latach 1921–1939 wieś leżała w województwie białostockim, w powiecie kolneńskim (od 1932 w powiecie łomżyńskim), w gminie Przytuły.
Według Powszechnego Spisu Ludności z 1921 roku zamieszkiwało tu 1028 osób w 14 budynkach mieszkalnych. Miejscowość należała do miejscowej parafii rzymskokatolickiej w m. Jedwabne. Podlegała pod Sąd Grodzki w Stawiskach i Okręgowy w Łomży; właściwy urząd pocztowy mieścił się w m. Jedwabne.
W latach 1975–1998 miejscowość administracyjnie należała do województwa łomżyńskiego.